# U.S. National Championships 1951
Gli U.S. National Championships 1951 (conosciuti oggi come US Open) sono stati la 71ª edizione degli U.S. National Championships e quarta prova stagionale dello Slam per il 1951. I tornei di singolare e doppio misto si sono disputati al West Side Tennis Club nel quartiere di Forest Hills di New York, quelli di doppio maschile e femminile al Longwood Cricket Club di Chestnut Hill, negli Stati Uniti.
Il singolare maschile è stato vinto dall'australiano Frank Sedgman, che si è imposto sullo statunitense Vic Seixas col punteggio di 6–4, 6–1, 6–1. Il singolare femminile è stato vinto dalla statunitense Maureen Connolly Brinker, che ha battuto in finale in tre set la connazionale Shirley Fry Irvin. Nel doppio maschile si sono imposti Ken McGregor e Frank Sedgman. Nel doppio femminile hanno trionfato Shirley Fry e Doris Hart. Nel doppio misto la vittoria è andata a Doris Hart, in coppia con Frank Sedgman.

## Seniors

### Singolare maschile
Frank Sedgman ha battuto in finale  Vic Seixas con il punteggio di 6–4, 6–1, 6–1.

### Singolare femminile
Maureen Connolly Brinker ha battuto in finale  Shirley Fry Irvin con il punteggio di 6–3, 1–6, 6–4.

### Doppio maschile
Ken McGregor /  Frank Sedgman hanno battuto in finale  Don Candy /  Mervyn Rose con il punteggio di 10–8, 6–4, 4–6, 7–5.

### Doppio femminile
Shirley Fry /  Doris Hart hanno battuto in finale  Nancy Chaffee /  Patricia Todd con il punteggio di 6–4, 6–2.

### Doppio misto
Doris Hart /  Frank Sedgman hanno battuto in finale  Shirley Fry /  Mervyn Rose con il punteggio di 6–3, 6–2.